# Kaznovanje prekrškov na delovnem mestu
Prekršek je vsako manjše kršenje zakona, ustaljenih norm ali pravil. V Zakonu o prekrških Republike Slovenije je prekršek opredeljen v 6. členu, ki pravi:
Prekršek je dejanje, ki pomeni kršitev zakona, uredbe vlade, odloka samoupravne‚ lokalne skupnosti, ki je kot tako določeno kot prekršek in je zanj predpisana sankcija za prekršek.
Delavec pred pričetkom dela skleniti pogodbo o zaposlitvi. Pogodbo o zaposlitvi sklene na podlagi  zakona o delovnih razmerjih (Ur.l. RS, št. 21/2013 s spremembami, v nadaljevanju ZDR-1) ali pa druge pogodbe (na primer: avtorska pogodba, podjemna pogodba), s katerimi se zaveže opraviti določeno delo, delodajalec pa se zaveže, da bo delavcu zagotovil ustrezne delovne pogoje in plačilo. Delovno razmerje definira 4. člen ZDR-1 kot razmerje med delavcem in delodajalcem, v  katerem se delavec prostovoljno vključi v organiziran delovni proces delodajalca in v njem za plačilo, osebno in nepretrgoma opravlja delo po navodilih in pod nadzorom delodajalca. V tem členu so tudi predvidene predpostavke, ki pa morajo biti izpolnjene, da pogodbeno razmerje med dvema osebama šteje za delovno razmerje.

## Kaznovanje prekrškov na delovnem mestu
Delavec je odgovoren za svoje delo, ki ga mora opravljati vestno in skrbno. Delavec mora upoštevati navodila delodajalca in spoštovati predpise o varnost in zdravju pri delu ter ga obveščati o okoliščinah, ki vplivajo na delovno razmerje (II. poglavje, 7. podpoglavje, 1. sekcija ZDR-1). Poleg tega pa zakon izrecno določa tudi to, da se mora delavec  vzdržati vseh ravnanj, ki glede na naravo dela, ki ga opravlja, materialno ali moralno škoduje ali bi lahko škodoval poslovnih interesom delodajalca (35. člen ZDR-1). Zato tako nalaga delavcu, da ne sme ravnati v škodo delodajalca.
Dolžnost delavca je tudi varovati poslovne skrivnosti svojega delodajalca. Kot poslovno skrivnost Zakon o delavnih razmerjih opredeljuje podatke, ki jih kot take določi delodajalec in ki so bile delavcu zaupane ali s katerimi je bil seznanjen na drug način. Za poslovno skrivnost se štejejo tudi podatki, pri katerih bi nastala občutna škoda, če bi zanje izvedela nepooblaščena oseba. ZDR-1 za kršitev konkurenčne prepovedi. V primeru, da delavec krši svoje obveznosti, torej, da naredi prekršek, ima delodajalec na voljo različne sankcije. 
Zakon o delovnih razmerjih kot sankciji določa plačilo odškodnine in prenehanje delovnega razmerja.
Delavec ima na voljo tudi čas za pripravo zagovora in zagovor. V postopek raziskovanja kršitve na delovnem mestu se lahko vključi tudi sindikat. Na zahtevo delavca je delodajalec dolžan obvestiti sindikat o redni ali izredni odpovedi pogodbe o zaposlitvi. Če delavec ni član nobenega sindikata, je delodajalec dolžan na zahtevo obvestiti svet delavcev ali delavskega zaupnika (86. člen ZDR-1). Slednja ali sindikat lahko podajo svoje mnenje, ki pa za delodajalca ni obvezujoč.
Pri javnih uslužbencih kršitve na delovnem mestu obravnava vsak individualni organ, kjer je delavec zaposlen. Zoper to odločbo delavec še nima takoj sodnega varstva, ampak mora naprej vložiti pritožbo na Komisijo za pritožbe iz delovnega razmerja, kateri podlago za obstoj določa 35. člen Zakona o javnih uslužbencih (Ur.l. RS, št. 63/07 s spremembami) . Tako primeroma Komisija za pritožbe obravnava pritožbo delavca zoper sklep o disciplinski odgovornosti, katero je ugotovil upravni organ zardi kršitve na delovnem mestu (nevestno delo).
V primeru, ko delavec meni, da je zaposlitev izgubil neupravičeno ali je plačilo odškodnine neupravičeno in ga delodajalec ne upošteva, ima na voljo sodno pot za uveljavljanje svojih zahtevkov.

### Plačilo odškodnine
Plačilo odškodnine se lahko uveljavlja po splošnih pravilih civilnega prava. Delavec je delodajalcu odškodninsko odgovoren za škodo, ki jo povzroči pri delu ali v zvezi z delom, pod pogojen, da je škoda storjena namenoma ali iz hude malomarnosti, to določa 147. člen Obligacijskega zakonika. Delodajalec mora povrniti škodo oškodovancu, ki mu jo povzroči njegov delavec, nato pa lahko zahteva povračilo od delavca v zgoraj navedenih primerih. Škoda, storjena namenoma ali iz hude malomarnosti predstavlja visoko stopnjo storilčeve krivde. Delavec tako ravna namenoma, če se zaveda, da lahko z njegovim dejanjem nastanejo prepovedane posledice, a dejanje vseeno želi izvršiti. S hudo malomarnostjo pa je storjeno dejanje, pri katerem se delavec zaveda, da lahko nastane določena škoda za delodajalca ali tretjo osebo (oškodovanca), in dejanje izvršit, pri tem pa misli, da bo lahko preprečil prepovedano posledico (škodo) ali pa misli, da škoda ne bo nastala. Navedena odgovornost delavca se presoja po splošnih pravilih odškodninskega prava.
Vendar pa ZDR-1 vsebuje tudi določbe, ki specialno obravnavajo odgovornost za škodo, ki jo stori delavec. Tako lahko delodajalec zahteva povračilo škode, ki nastane zaradi kršitve konkurenčne prepovedi že na podlagi samega ZDR-1. Konkurenčna prepoved je nalog delavcu, da med trajanjem delovnega razmerja ne sme opravljati dela ali sklepati poslov, ki sodijo v dejavnost, ki jo dejansko opravlja delodajalec (37. člen ZDR-1), razen če ima za to predhodno od njega pridobljeno pisno soglasje. Dejanje delavca mora za delodajalca predstavljati konkurenčno dejavnost, zaradi izvedbe katere ima delodajalec določeno poslovno škodo, ki se odrazi bodisi na izgubi prometa ali manjšem zaslužku. Tako zakon (ZDR-1) izrecno določa, da lahko delodajalec v roku treh mesecev od dneva, ko je izvedel za delavčevo opravljanje posla oziroma v roku treh let od dokončanja posla oziroma sklenitve posla zahteva povrnitev škode, ki jo je utrpel zaradi tega dejanja delavca.

### Odpoved pogodbe o zaposlitvi
Druga možnost za kršitev delavca je  odpoved pogodbe o zaposlitvi. Pri tem Zakon o delovnih razmerjih ločuje dva načina prenehanja pogodbe o zaposlitvi zaradi kršitve delavca. Prvi način je redna odpoved pogodbe iz krivdnega razloga (89. člena ZDR-1) zaradi kršenja pogodbene obveznosti ali druge obveznosti iz delovnega razmerja. Katere so obveznosti, ki se jih mora delavec držati (vestno in skrbno opravljanje dela, upoštevanje navodil delodajalca, vzdržati se ravnanja, ki povzročajo škodo itd.).  Drugi način prenehanja pogodbe o zaposlitvi je izredna odpoved. V obeh primerih, tako redne kot izredne odpovedi pogodbe o zaposlitvi gre za kršitev delavca, ki ima za posledico prenehanje delovnega razmerja. Razlika med njima je v trajanju rokov. V primeru redne odpovedi pogodbe se mora delodajalec držati odpovednega roka, kar pomeni, da preteče določen čas od izročitve odpovedi pogodbe do trenutka, ko delavec tudi dejansko in pravno ostane brez zaposlitve (93. člen ZDR-1). V primeru izredne odpovedi pa gre za tako hudo kršitev, da je potrebno delovno razmerje takoj prekiniti. Te razloge zakon izrecno našteva, da ne prihaja do zlorab (110. člen ZDR-1). Tako ne pridejo v poštev nobeni odpovedni roki, ampak delavec ostane brez zaposlitve naslednji dan. Ima pa delavec vedno pravico, da se o očitani kršitvi izjasni in poda svoj zagovor. Zagovor delavca pa je le možnost in če je delavec ne izkoristi, se lahko odpove pogodba tudi brez zagovora, dopustne pa je tudi pisni zagovor. Delodajalec mora ravnati skrbno, raziskati kršitev in ugotoviti resnično dejansko stanje.